# 5 Dywizja Piechoty Armii Krajowej
5 Dywizja Piechoty AK „Dzieci Lwowskich” – jedna z dywizji piechoty w strukturze organizacyjnej Armii Krajowej.
Zgodnie z założeniami Akcji Burza wyrażonymi w rozkazie z września 1942 r., oddziały partyzanckie miały zostać odtworzone w oparciu o Ordre de Bataille Wojska Polskiego sprzed 1 września 1939 roku.
W wyniku akcji odtwarzania przedwojennych jednostek wojskowych w 1944 r. powstała 5 Dywizja Piechoty AK „Dzieci Lwowskich” pod dowództwem płk. Stefana Czerwińskiego (Okręg Lwów AK).

## Struktura organizacyjna
Ordre de Bataille i obsada personalna 5 DP AK przedstawiała się następująco:
- 19 pułk piechoty AK
- 26 pułk piechoty AK
- 40 pułk piechoty AK

Żołnierze dywizji wraz z 14 pułkiem ułanów AK (w sile ok. 3 tys. ludzi) wzięli udział w dniach 23–26 lipca 1944 w walkach o wyzwolenie Lwowa (wespół z oddziałami Armii Czerwonej).